# Margaret Tracy
Margaret Tracy est le pseudonyme conjoint de Andrew Klavan et de son frère Laurence Klavan, auteurs de Mrs. White en 1983. Le roman obtient le prix Edgar-Allan-Poe du meilleur livre de poche original en 1984. 
Il est adapté en 1987 au cinéma White of the Eye dans un film britannique réalisé par Donald Cammell.

## Sources
- Claude Mesplède (dir.), Dictionnaire des littératures policières, vol. 2 : J - Z, Nantes, Joseph K, coll. « Temps noir », 2007, 1086 p. (ISBN 978-2-910-68645-1, OCLC 315873361), notice Andrew Klavan.